# Van den Bouckhorst

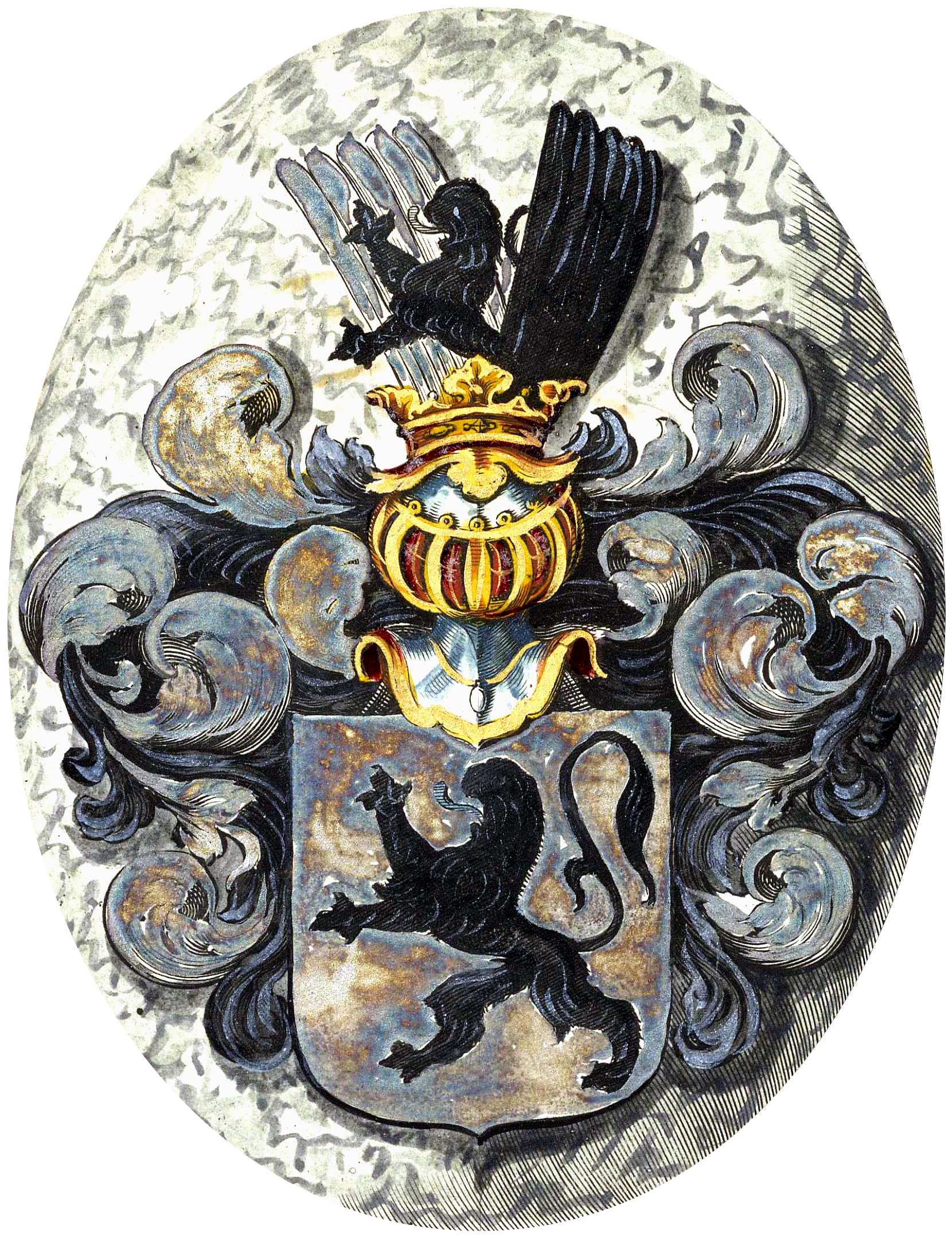
Wapenschild Amelis van der Bouckhorst

Van den Bouckhorst (of Van der Boekhorst/Van den Bouchorst) was een oud Hollands adellijk geslacht, dat uitstierf in de zeventiende eeuw.

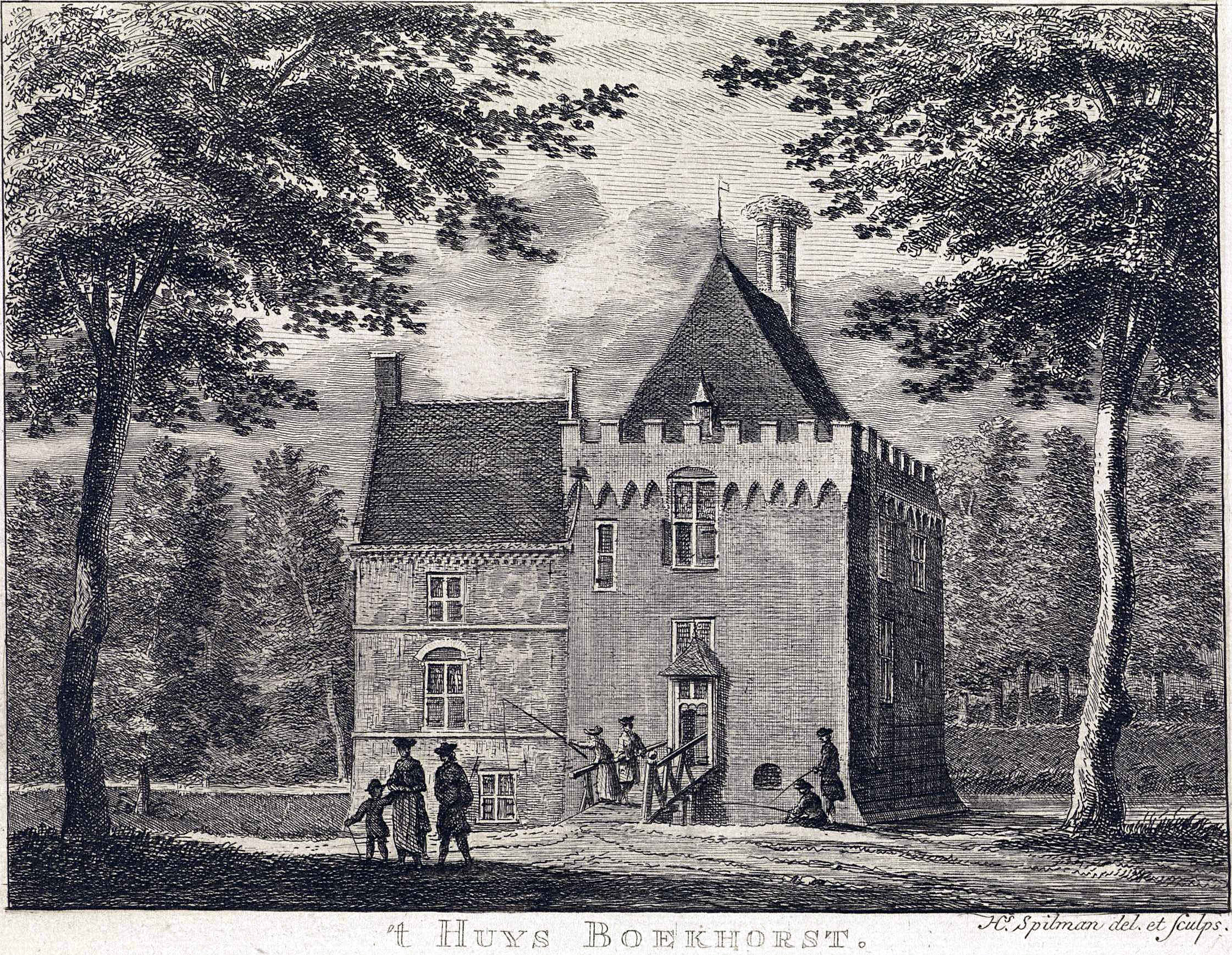
Kasteel Boekhorst bij Noordwijkerhout

## Algemeen
Het geslacht kwam voort uit het oude geslacht Van Noordwijk, waarvan de stamvader, ridder Everard, heer van Noordwijk, in het laatste kwart van de twaalfde eeuw met graaf Floris III van Holland tegen de West-Friezen streed. Boudewijn van Noordwijk werd in 1272 door graaf Floris V van Holland beleend met het goed Boekhorst - waar hij het kasteel Boekhorst bouwde - en de omliggende landen, welke even ten noorden van Noordwijkerhout waren gelegen.
Stamvader van nieuwe lijn Van den Bouckhorst was ridder Floris, zoon van voornoemde Boudewijn van Noordwijk en Aleida van Holland, een buitenechtelijke dochter van Otto van Holland. Deze Otto was de oudoom van graaf Floris V van Holland, die het huwelijk van zijn achternicht had bewerkstelligd. Onder meer door latere huwelijken raakte het geslacht verwant aan adellijke geslachten als Van der Duyn, Van Bakenes, Van Duvenvoirde, Van Egmont van Meerestein, Ripperda en Van Alkemade. Ook was het verwant aan de graven van Holland uit het Huis Wittelsbach, via het geslacht Van Beieren-Schagen, welke daarvan een bastaardtak was.
De familie Van den Bouckhorst bezat onder meer het landgoed Rijksdorp, kasteel Boekenburg in Voorhout en het Hof van Wena, de heerlijkheden Noordwijkerhout, Noordwijk, Wimmenum en Offem.

## Telgen
- Floris van der Bouchorst (± 1295-na 1339), rentmeester van Margaretha II van Henegouwen (in 1320), baljuw van Delfland en Schieland (1329-1340)[14][15]
- Agnes van Bouckhorst (1427-1487), abdis van de Cisterciënzer vrouwenabdij Leeuwenhorst (1471-1483)[1][16]
- Adriaan van de Bouchorst (1454-1500), zoon van Frank van de Bouchorst en Catharina van Bakenesse, burgemeester van Leiden[1]
- Floris van der Bouchorst († vóór 1518), genoemd in 1493, gehuwd met Johanna van Beieren-Schagen (1483-1567), dochter van Willem I van Beieren-Burghorn[15]
- Floris van den Bouckhorst (1537-1610), godsgeleerde, academisch bestuurder, priester[17][18][19]
- Amelis van den Bouckhorst (± 1540-1603), raadsheer bij de Hoge Raad van Holland en hoogheemraad van Rijnland

Gemeentewapen van Noordwijk

- Cornelis van den Bouckhorst († 1574), raadsheer bij de Hoge Raad van Holland, adviseur van Willem van Oranje[20]
- Nicolaes (Claes) van den Bouchorst (1581-1640/41),[13] zoon van Amelis van den Bouckhorst (± 1540-1603), diplomaat, staatskundige, lid van de Staten-Generaal van de Nederlanden[21][22]
- Amelis van den Bouckhorst (1613-1669),[23] zoon van Nicolaes van den Bouchorst,[4] president van de Gecommitteerde Raden van de Staten van Holland,[4] curator van de Universiteit Leiden,[24] laatste mannelijke telg van het geslacht Van den Bouckhorst[4][25][26]

## Wapen
Het wapen van het geslacht Van den Bouckhorst is afgeleid van het wapen van de heren van Noordwijk en komt grotendeels overeen met het wapen van de gemeente Noordwijk: Van zilver, beladen met een klimmende leeuw van sabel. Zoals vaker voorkomt bij oude familiewapens, bestaat er geen eenduidige beschrijving, maar komen er varianten voor. De tong en klauwen werden daarbij soms in keel uitgevoerd.
Een wapenbeschrijving in De Nederlandsche Leeuw:
Boechorst (van Boeckhorst). In zilver een zwarte, rood getongde en genagelde, zilver geoogde leeuw en een roode barensteel over alles heen. Gouden met bruin gevoerde helm, gedekt met een roode kroon. Helmteeken: een zilveren koker, waaruit de halve leeuw van het schild komt. Dekkleeden: zilver met groene kwast en gouden haartjes.
Naar oud gebruik werd na het overlijden van de laatste mannelijke telg van het geslacht, Amelis van den Bouckhorst, het wapenbord van de familie stukgeslagen en met hem begraven. Hiermee gaf men aan dat het gebruik van het familiewapen niet langer was toegestaan.

## Grafzerken

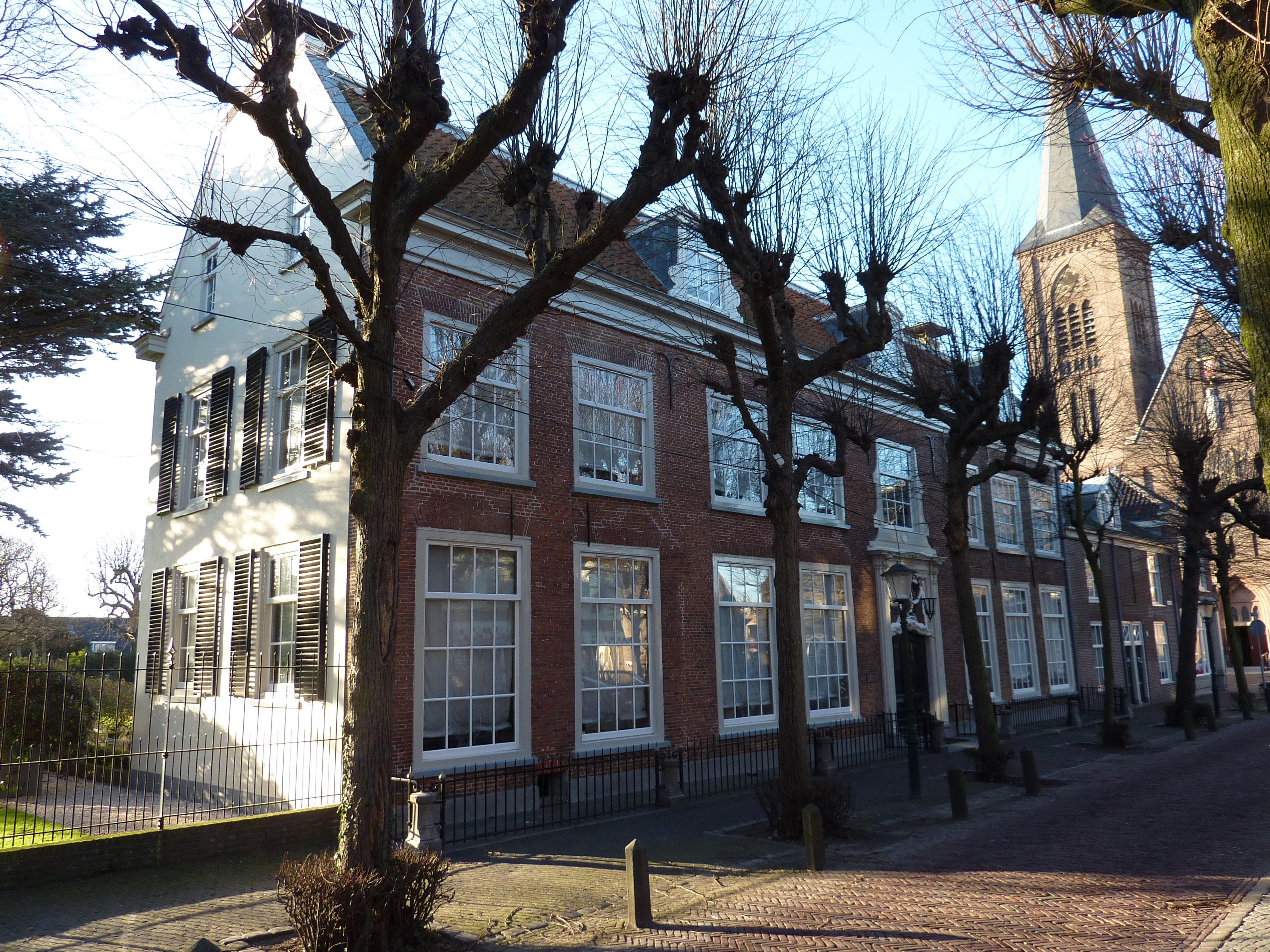
De Lindenhof in Noordwijk werd bewoond door Jan van der Boechorst en Elisabet van Alkemade

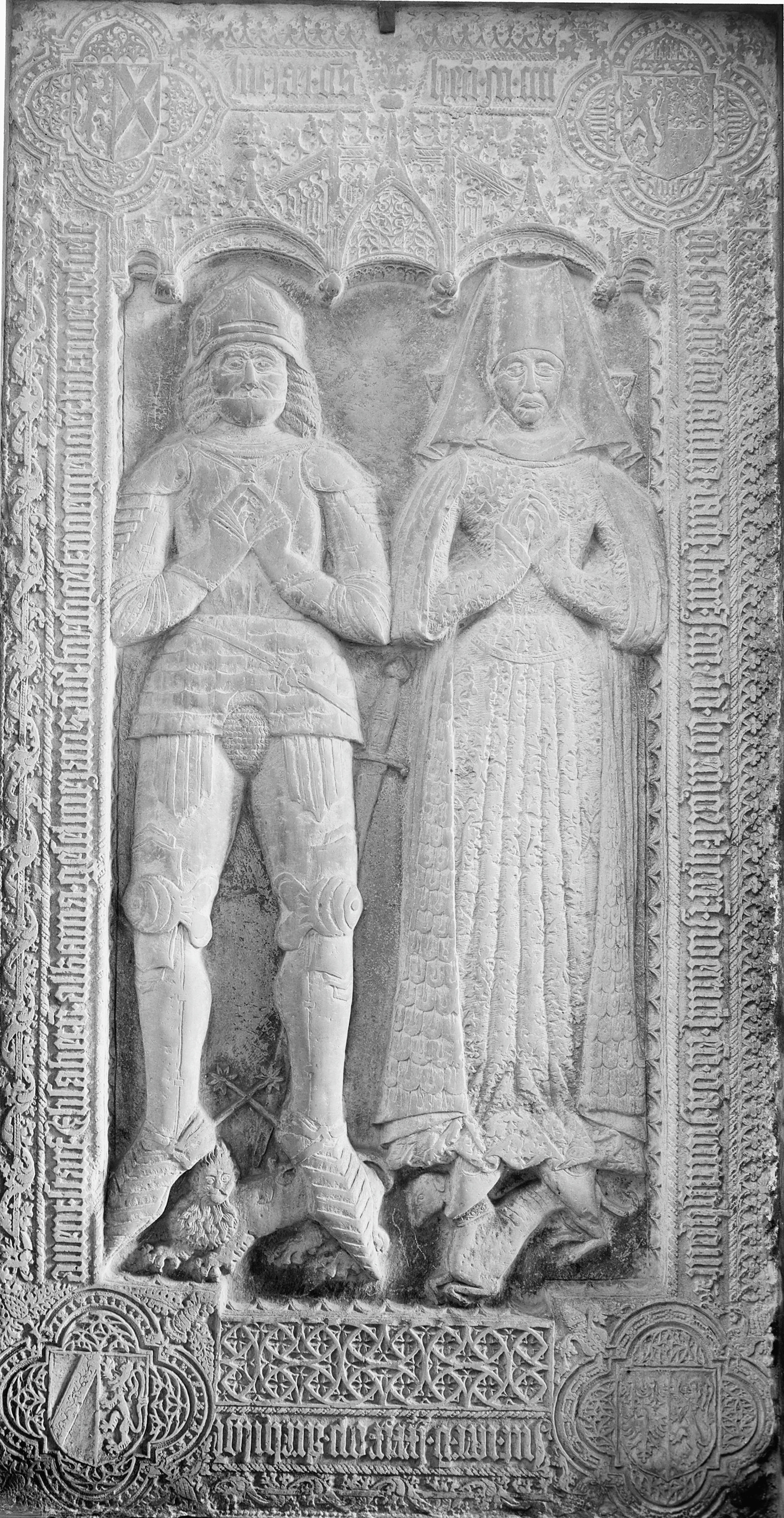
Grafzerk van Jan van der Boechorst en Elisabet van Alkemade, 16e eeuw (Oude Jeroenskerk, Noordwijk)
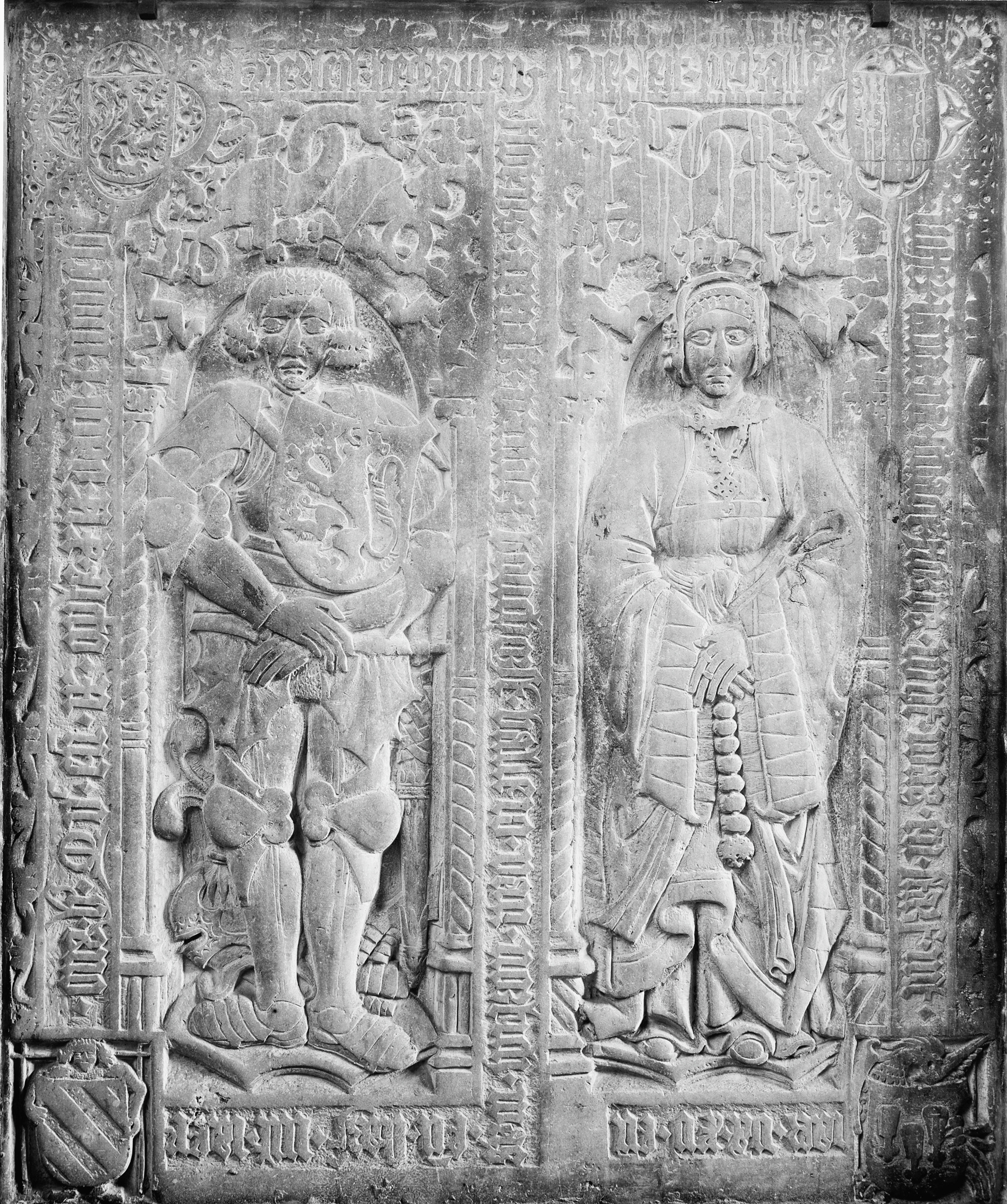
Grafzerk van Floris Arentz van der Boechorst en Janna van Schagen, 16e eeuw (Oude Jeroenskerk, Noordwijk)